# Music for a Slaugthering Tribe
Music for a Slaughtering Tribe (с англ. — «Музыка для убивающего племени») — третий релиз немецкого дарк электро проекта :Wumpscut: и первый студийный альбом, вышедший в 1993 году.

## Об альбоме
В 1991 году диджей одной из баварских дискотек Руди Ратцингер решает осуществить свою давнюю мечту — писать музыку. Так рождается проект :Wumpscut:, который и доныне остается единственным сольным проектом Руди. В том же году выходит первая демозапись будущей звезды электронной сцены — «DefCon», которая была достаточно тепло встречена. В 1992 году подоспевает и вторая демка, изданная также ограниченным тиражом (70 экземпляров). Вскоре талантливого немца замечает лейбл VUZ records и предоставляет ему возможность издать свои песни на CD. Так появляется «Music for a Slaughtering Tribe».

## Список композиций и переиздания
С момента выхода, альбом переиздавался по меньшей мере 8 раз разными лейблами. Переиздания отличаются друг от друга обложкой и в некоторых случаях трек-листом. Ниже представлен трек-лист первого издания, вышедшего на VUZ records:
1. «Soylent Green» — 6:08
2. «On the Run» — 4:19
3. «Koslow» — 3:29
4. «Fear in Motion» — 3:14
5. «Dudek» — 3:58
6. «Default Remixx» — 3:34
7. «Bleed» — 2:46
8. «Concrete Rage» — 4:29
9. «Believe in Me» — 6:01
10. «She’s Dead» — 5:14
11. «Rotten Meat» — 3:53
12. «The Day’s Disdain» — 5:31
13. «Float» — 1:50
14. «My Life» — 2:24

### Music for a Slaugthering Tribe II
Самым известным переизданием альбома можно считать «Music for a Slaugthering Tribe II». Когда тираж первого издания альбома был окончательно распродан, Руди решил сделать подарок своим фанатам в виде своеобразной «перезагрузки» альбома.
Была полностью изменена обложка и порядок треков. В качестве бонуса издание включало в себя дополнительный диск с ремиксами. Это был первый сборник ремиксов в карьере :Wumpscut:.
Список композиций
CD1
1. «Soylent Green»
2. «Fear in Motion»
3. «Concrete Rage»
4. «Bleed»
5. «Koslow»
6. «On the Run»
7. «Believe in Me»
8. «She’s Dead»
9. «Rotten Meat»
10. «Float»
11. «Default»
12. «My Life»
13. «The Day’s Disdain»
14. «Dudek»

CD2
1. «Fear in Motion» (remix by Remyl)
2. «She’s Dead» (remix by Kirlian Camera)
3. «Soylent Green» (remix by Haujobb)
4. «Fear in Motion» (remix by Haujobb)
5. «Dudek» (remix by Brain Leisure)
6. «Default» (remix by Aghast View)
7. «Float» (remix by Dive)
8. «Soylent Green» (remix by Brain Leisure)